# Edmond Bonnet
Edmond Bonnet (1848-1922) fue un botánico francés.
Comparte la comisión expedicionaria a cargo de estudiar la historia natural de Túnez, donde ya se había establecido el protectorado francés donde habían participado Paul-Napoléon Doûmet-Adanson (1834-1897), Victor C. Reboud (1821-1889), Aristide-H. Letourneux (1820-1890) y Ernest Saint-Charles Cosson (1848-1922).

## Algunas publicaciones
- 2010. Petite Flore Parisienne. Edición reimpresa de BiblioBazaar, 554 pp. ISBN 1142538168
- 2010. D'Ain-Sefra a Djenien-Bou-Resq: Voyage Botanique Dans Le Sud-Oranais (1888). Con Paul Maury. Edición reimpresa de Kessinger Publ. 38 pp. ISBN 1169567037
- 1910. La famille médicale des de Jussieu et les thèses d’Antoine Laurent. Champion, Paris 1910
- 1903. Plantes antiques des nécropoles d'Antinoë. 7 pp.
- 1902. Quelques considérations sur la géographie botanique du Maroc
- 1900. Végétaux antiques du musée égyptien de Florence. 8 pp.
- 1900. Quel est l'inventeur des Exsiccata ? 4 pp.
- 1896. Géographie botanique de la Tunisie. Editor imp. J. Mersch, 39 pp.
- 1895. Le piante egiziane del Muses reale di Torino. 8 pp.
- 1891. Itinéraire botanique d'une ambassade française au Maroc. 10 pp.
- 1887. Florule des îles Saint-Pierre et Miquelon
- 1881. Sur les Stellaria gramineae L. et glauca With. et sur quelques ... 87 pp.
- 1879. Revue des plantes nouvelles pour la flore française. 10 pp.
- 1878. Notes sur quelques plantes du midi de la France. Editor E. Martinet, 6 pp.
- 1876. Essai d'une monographie des Canellées. Editor Méd. París

## Honores
- Electo miembro de la Academia de las Ciencias Francesa en 1873
- Miembro de la Société Botanique de France, que dirige en 1863

## Eponimia
Especies
- (Arecaceae) Butia bonneti Becc.[1]
- (Fagaceae) Pasania bonnetii Hickel & A.Camus[2]
- (Salicaceae) Turanga bonnetiana (Dode) Kimura[3]